# Kỳ giông kính phương Nam
Kỳ giông kính phương Nam(Salamandrina terdigitata) là một loài kỳ giông trong họ Salamandridae.
Loài này chỉ được tìm thấy trong các Phạm vi Apennine ở Ý trong thung lũng ẩm ướt và bóng mát, sườn đồi ở độ cao từ 200 đến 1.200 m. Nó được coi là một loài chỉ thị sức khỏe môi trường quan trọng..
Kỳ giông kính phương Nam thường được tìm thấy ở gần suối, trong thảm thực vật dày đặc, dưới lá cây, thân cây đã chết, hoặc đá. 